# Luigi Emery
Luigi Emery (Bologna, 6 giugno 1893 – Frascati, 24 ottobre 1979) è stato un giornalista e traduttore italiano.

## Biografia
Nato da Carlo Emery e Maria Rita Bonvicini, si laureò in Lettere e filosofia. Combatté durante la prima guerra mondiale; una volta terminato il conflitto divenne giornalista, iniziando a lavorare nel 1919 per Il Resto del Carlino. Durante la sua carriera collaborò con l'Unità e La Voce: conosciuto Piero Gobetti, contribuì a Energie Nove e La Rivoluzione liberale; fu anche redattore di Non Mollare. Tra il 1920 e il 1924 lavorò come inviato a Parigi per diversi giornali. Lasciò il Corriere della Sera allorché il contenuto di un suo pezzo su Giovanni Amendola fu alterato: radiato dall'Ordine dei giornalisti nel 1927 per non aver voluto iscriversi al Partito Nazionale Fascista, si trasferì a vivere in Germania (già si trovava a Berlino, corrispondente per La Stampa) e vi rimase fino alla fine della seconda guerra mondiale. In virtù della sua conoscenza della lingua tedesca lavorò anche come traduttore per diverse case editrici. Proseguì la sua attività di giornalista, divenendo anche direttore del Giornale dell'Emilia.

## Opere

### Curatele
- Wilhelm Adolf Becker, Caricle: scene della vita dei greci antichi, Firenze, Libreria della voce, 1912
- Camillo Cavour antiprotezionista, Firenze, Libreria della voce, 1914
- Le notizie intorno alla famiglia di G.C. Croce e l'interpretazione di un suo capitolo in versi inedito, Bologna, Azzoguidi, 1919
- Gian Lodovico Bianconi in Germania: 1744-1764, Bologna, Istituto per la storia dell'Università, 1942
- Giulio Cesare Croce, Bertoldo e Bertoldino, Firenze, Le Monnier, 1951
- Vecchia Francia, Milano-Napoli, Ricciardi, 1967

### Saggi
- Religione e politica nella mente di fra Paolo Sarpi, Milano, Dante Alighieri, 1924
- Il Lamento e La farza de li massare di Verlardiniello, Napoli, Deputazione di Storia Patria, 1934-1935
- Piccola morena, Bologna, Cappelli, 1958

### Traduzioni
- Bernard von Bülow, Memorie, Milano, Mondadori, 1930 (4 voll.)
- Jakov Wassermann, Bula Matari: la vita di Stanley, Milano, Mondadori, 1934
- Christa Anita Brück, Signorina con procura, Milano, Mondadori, 1934
- Josef Maria Frank, L'adoratore di Greta Garbo; Il domani non ci fa paura, Milano, Mondadori, 1935
- Egon Corti, L'imperatrice Elisabetta, Milano, Mondadori, 1935
- Erich Kästner, Tre uomini sulla neve, Milano, Sperling & Kupfer, 1935
- Egon Corti, La tragedia di un imperatore, Milano, Mondadori, 1936
- Werner Jaeger, Paideia: la formazione dell'uomo greco, Firenze, La Nuova Italia, 1936
- Erich Kästner, La miniatura trafugata, Milano, Sperling & Kupfer, 1936
- Heinrich Mann, La giovinezza di Enrico IV, Milano, Mondadori, 1937
- Gustav Rasch, Garibaldi e Napoli nel 1860: note di un viaggiatore prussiano, Bari, Laterza, 1938
- Egon Corti, L'ultimo re romantico: Luigi I di Baviera, Milano, Mondadori, 1940
- Egon Corti, La casa dei Rothschild, Milano, Mondadori, 1950
- Gert von Klass, I Krupp, Milano, Dall'Oglio, 1953
- Heinrich Mann, Maturità e destino di Enrico IV, Milano, Mondadori, 1953
- Léon Homo, Pericle, Milano, Dall'Oglio, 1960
- Götz von Pölnitz, I Fugger, Milano, Dall'Oglio, 1964
- Michel Garder, L'agonia del regime sovietico, Roma, Volpe, 1966
- Johann Gustav Droysen, Istorica: lezioni sulla enciclopedia e metodologia della storia, Milano-Napoli, Ricciardi, 1966
- Robert Poulet, Contro la gioventù, Roma, Volpe, 1967
- Abel Bonnard, I moderati, Roma, Volpe, 1967
- Robert Poulet, Contro l'automobile, Roma, Volpe, 1968
- Robert Poulet, Contro l'amore, Roma, Volpe, 1969
- Robert Poulet, Contro la plebe, Roma, Volpe, 1969
- Jean Cau, Il papa è morto..., Roma, Volpe, 1969
- Helmut Böhme, L'ascesa della Germania a grande potenza: economia e politica nella formazione del Reich, 1848-1881, Milano-Napoli, Ricciardi, 1970
- Jean Anouilh, I pesci rossi, ovvero Mio padre, questo eroe, Roma, Volpe, 1971